# Älgsjön (Åseda socken, Småland)
Älgsjön är en sjö i Uppvidinge kommun i Småland och ingår i Alsteråns huvudavrinningsområde. Sjön har en area på 0,157 kvadratkilometer och ligger 226,1 meter över havet.

## Delavrinningsområde
Älgsjön ingår i det delavrinningsområde (633794-147429) som SMHI kallar för Utloppet av Kållen. Medelhöjden är 256 meter över havet och ytan är 61,94 kvadratkilometer. Det finns inga avrinningsområden uppströms utan avrinningsområdet är högsta punkten. Badebodaån som avvattnar avrinningsområdet har biflödesordning 2, vilket innebär att vattnet flödar genom totalt 2 vattendrag innan det når havet efter 113 kilometer. Avrinningsområdet består mestadels av skog (79 %). Avrinningsområdet har 1,55 kvadratkilometer vattenytor vilket ger det en sjöprocent på 2,5 %. Bebyggelsen i området täcker en yta av 2,64 kvadratkilometer eller 4 % av avrinningsområdet.